# عائشة سلطان (زوجة مراد الرابع)
عائشة سلطان (بالتركية العثمانية: عائشة خاصكي سلطان) هي الزوجة الثانية للسلطان العثماني مراد الرابع.

## حياتها في القصر
ولدت في عام 1614م وهي ابنة حسن بك وكان الصدر الأعظم الشهير كمانكش مصطفى باشا هو عمها، وكانت الزوجة الثانية للسلطان مراد من بين أربعة زوجات، ووالدة خمسة من أبنائه. ظلت حية طوال فترة حكم زوجها السلطان مراد الرابع، وتعتبر عائشة من أقوى زوجات مراد الرابع بعد السلطانة شيمسبير، توفيت في عام 1680 في القصر القديم.

## أبناؤها
- هانزادة سلطان (1630 - 1680).
- شاه زاده حسن (1632 - 1636)، توفي بسبب مرض الخناق.
- شاه زاده عثمان (1633 - 1635).
- شاه زاده عبد الحميد (1635 - 1636).